# Aeropuerto Internacional de Tampico
El Aeropuerto Internacional General Francisco Javier Mina o Aeropuerto Internacional de Tampico (Código IATA: TAM - Código OACI: MMTM - Código DGAC: TAM),  es un aeropuerto localizado en Tampico, Tamaulipas, México. Situado en la costa del Golfo de México, maneja el tráfico aéreo nacional e internacional de la Zona Metropolitana de Tampico y las Huastecas.
Aquí se realizó el primer vuelo comercial de México con destino a la Ciudad de México. Este aeropuerto es el segundo en importancia de todo el noreste del país solo detrás del Aeropuerto de Monterrey.

## Información
En la década de los años veinte se realizó el primer vuelo de la Compañía Mexicana de Aviación entre Tampico y la Ciudad de México.
Fue el primero equipado con aproximación ILS en todo el país, realizado por el piloto William Lantie Mallory en un avión Lincoln Standard.
Para 2021, Tampico recibió a 397,191 pasajeros, mientras que para 2022 recibió a 495,602 pasajeros, según datos publicados por el Grupo Aeroportuario Centro Norte.
El aeropuerto fue nombrado Francisco Xavier Mina, en honor al militar y guerrillero español que participó en la Guerra de la Independencia Española (contra los franceses) y en la Independencia de México (del lado de los insurgentes y en contra de los realistas).

### Instalaciones militares
La Estación Aérea Militar No. 4 son instalaciones de la Fuerza Aérea Mexicana ubicadas en el Aeropuerto de Tampico, No cuenta con escuadrones activos asignados. Tiene una plataforma de aviación de 10,000 metros cuadrados y demás instalaciones para el alojamiento de efectivos de la fuerza aérea.

## Aerolíneas y destinos

### Pasajeros

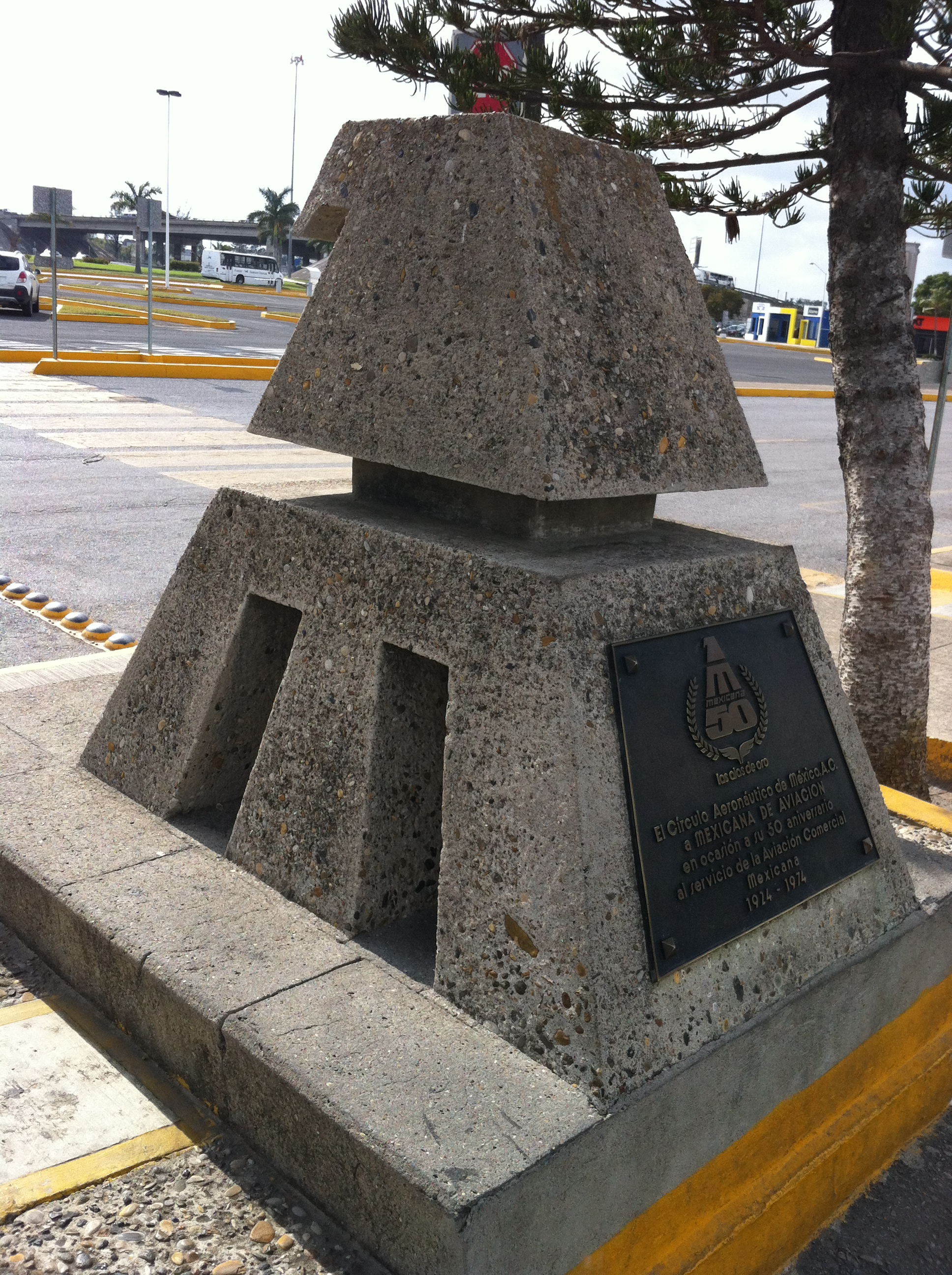
Monumento conmemorativo de los 50 años de Mexicana.

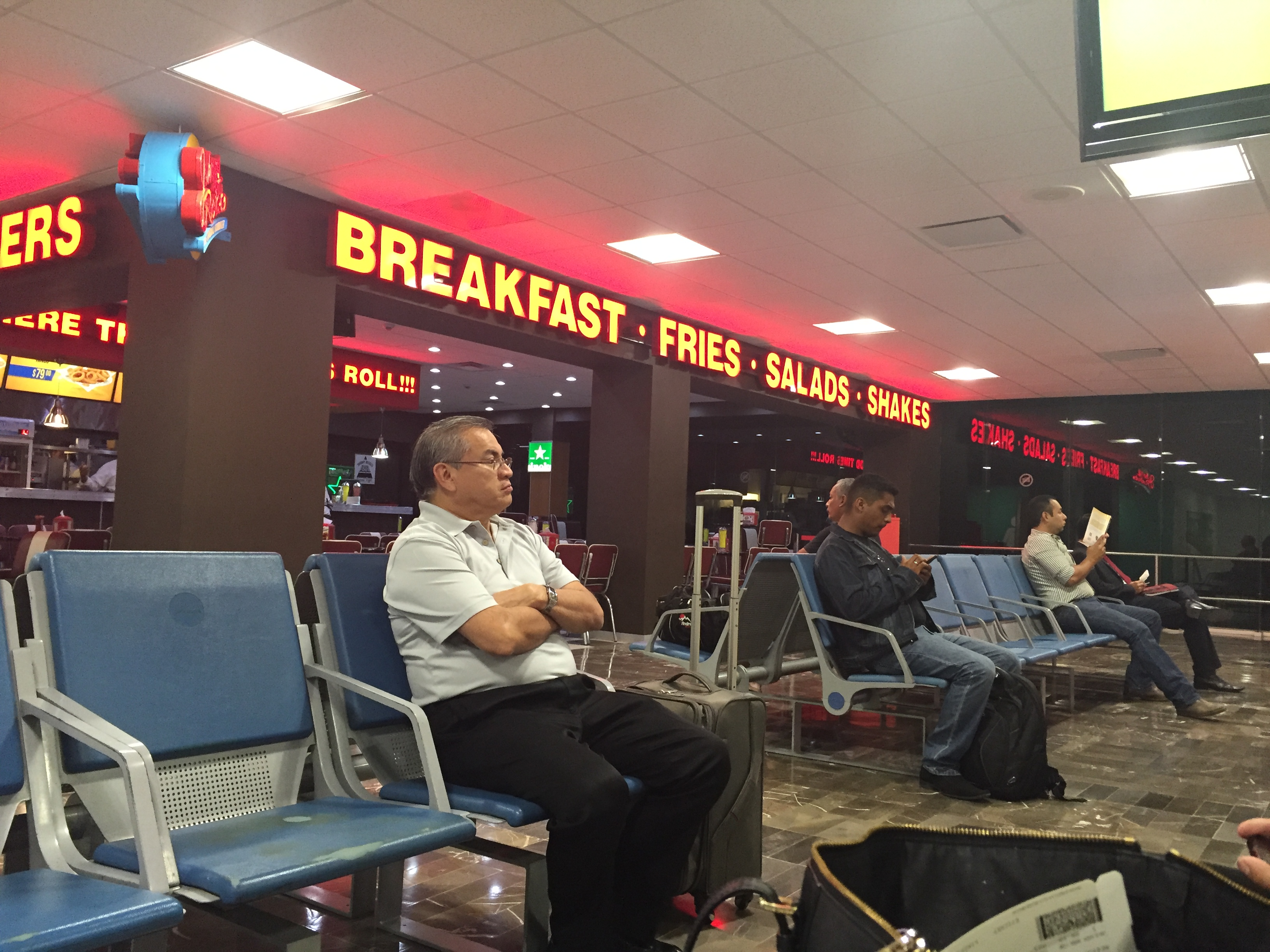
Área de comida del aeropuerto.

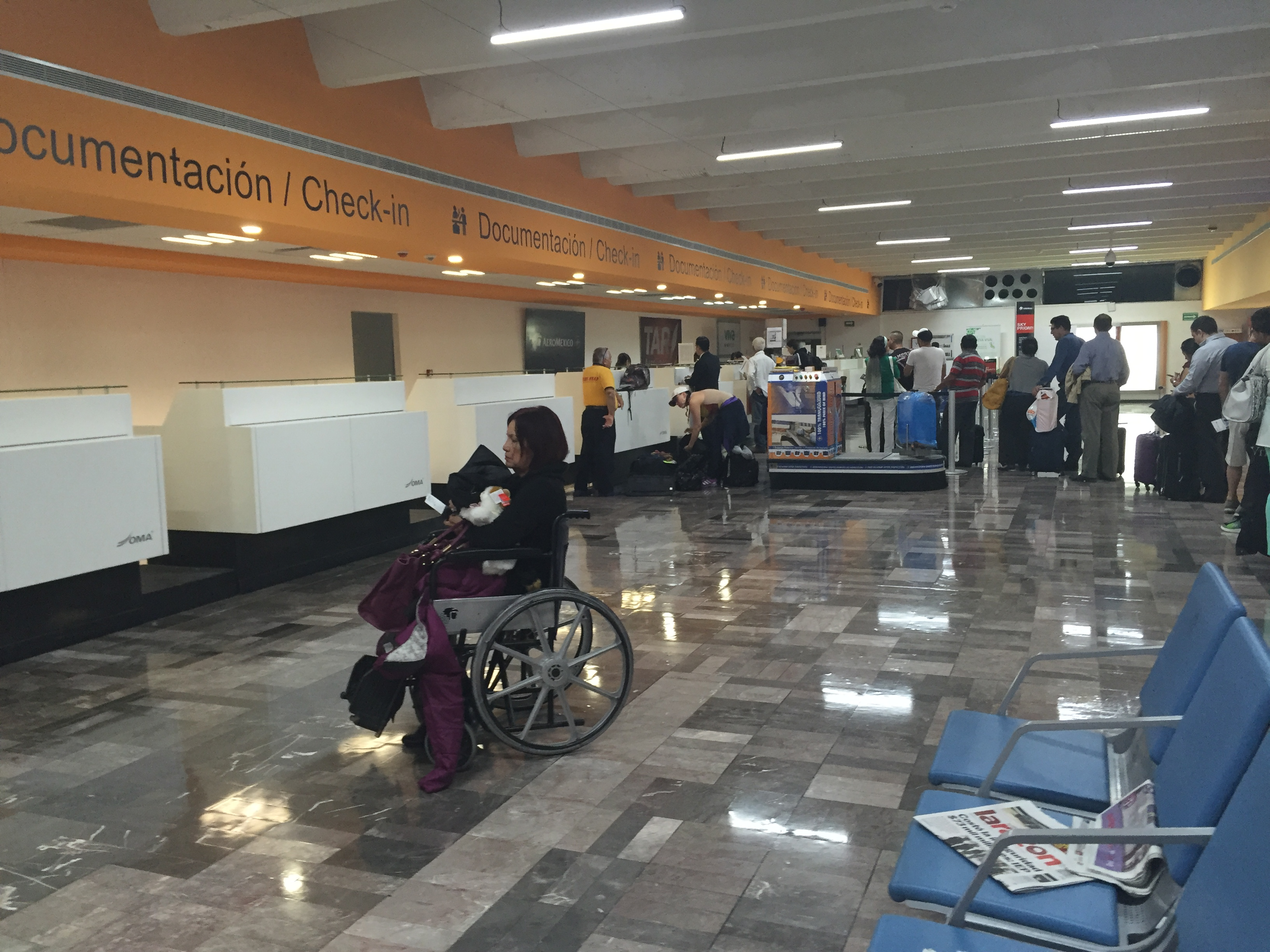
Área de documentación del aeropuerto.

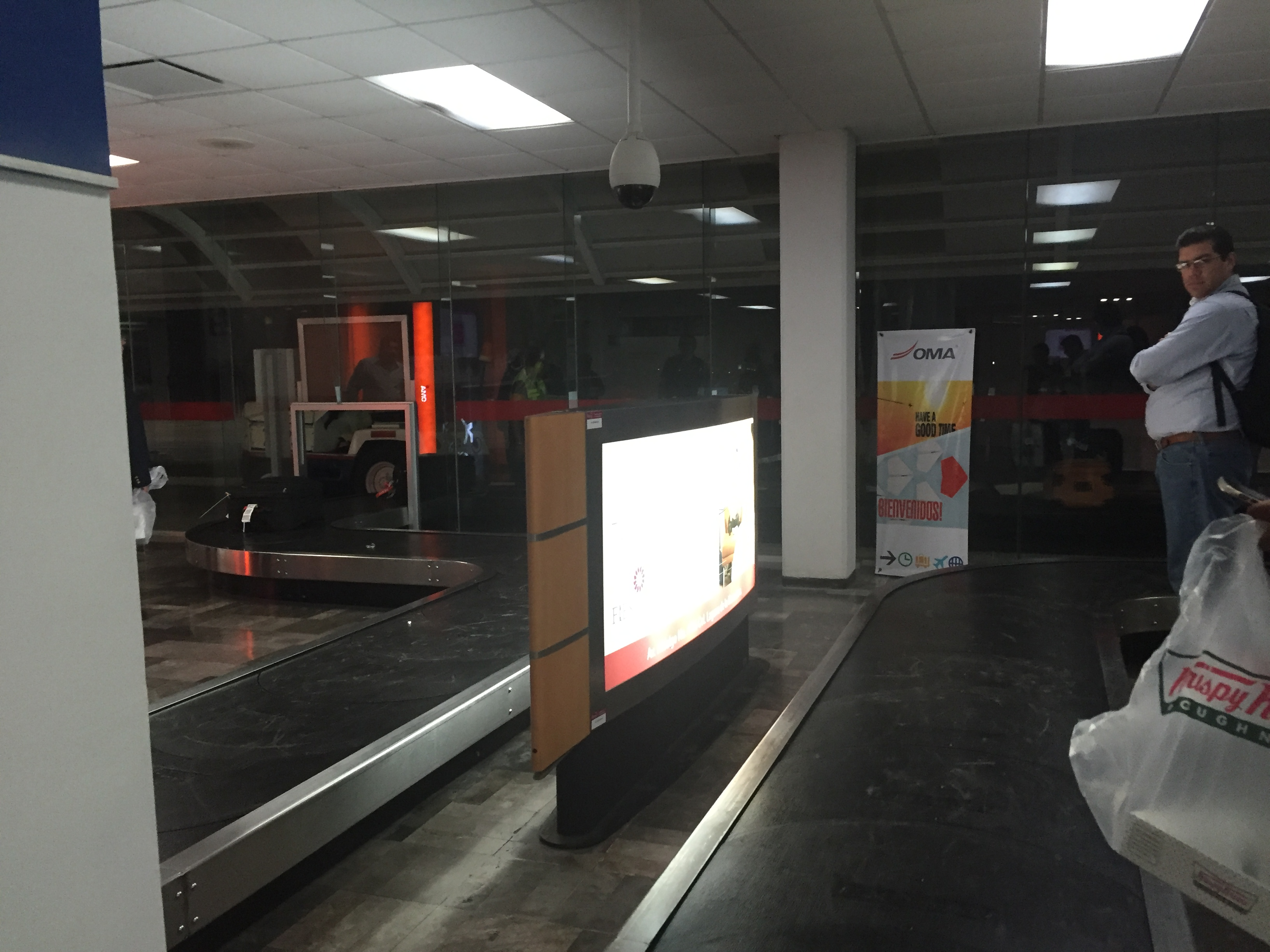
Banda de equipaje nacional del aeropuerto.

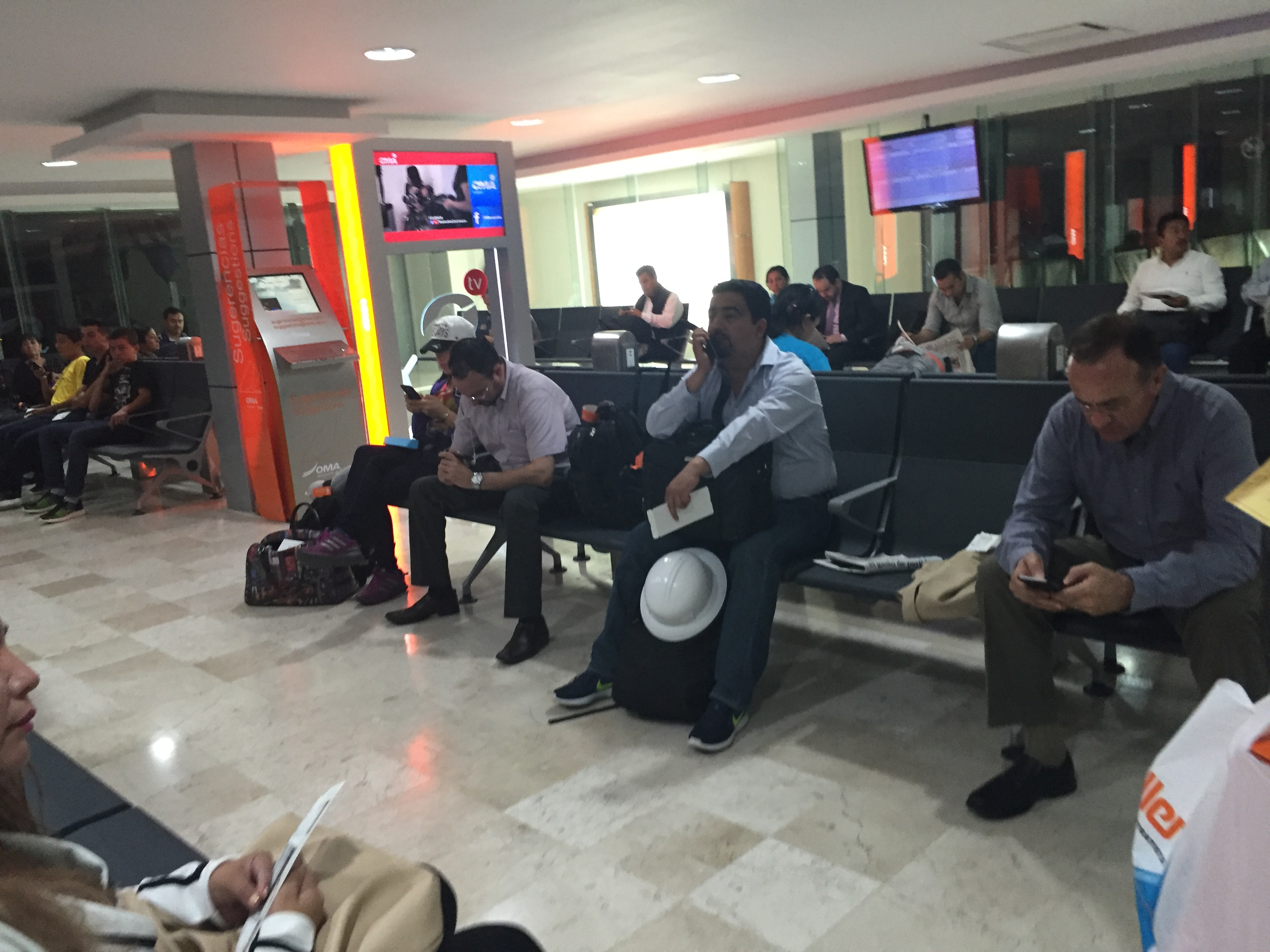
Sala de abordaje del aeropuerto.

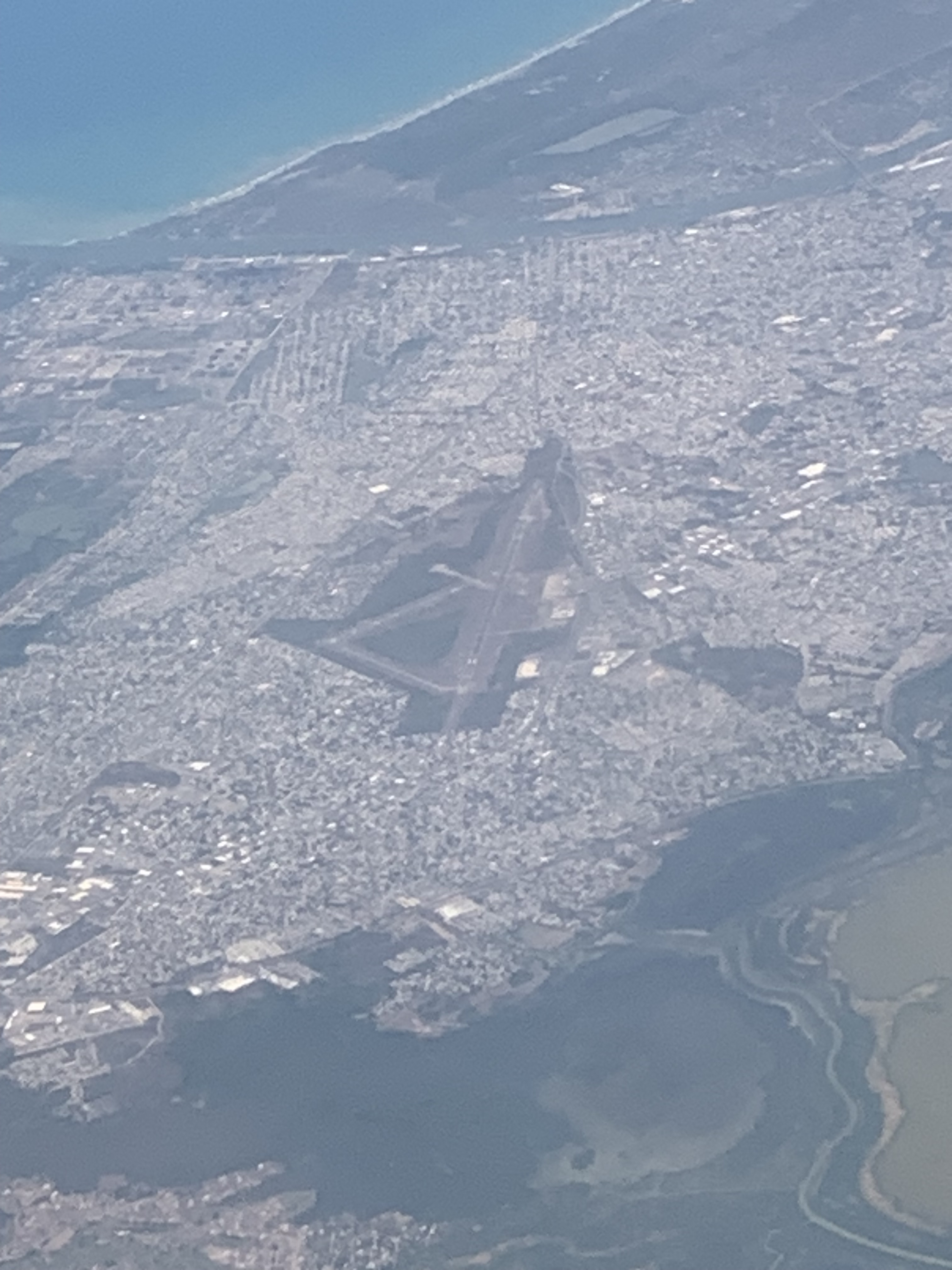
Vista aérea del aeropuerto.

| Destinos por aerolínea                                                                              | Destinos por aerolínea                                     | Destinos por aerolínea | Destinos por aerolínea |
| Aerolínea                                                                                           | Destinos                                                   |                        |                        |
| --------------------------------------------------------------------------------------------------- | ---------------------------------------------------------- | ---------------------- | ---------------------- |
| Aeroméxico                                                                                          | Ciudad de México                                           |                        |                        |
| Aeroméxico Connect                                                                                  | Ciudad de México                                           |                        |                        |
| American Eagle                                                                                      | Dallas/Fort Worth                                          |                        |                        |
| United Airlines                                                                                     | Houston-Intercontinental                                   |                        |                        |
| Viva                                                                                                | Cancún, Ciudad de México, Ciudad de México–AIFA, Monterrey |                        |                        |
| Total: 6 destinos (4 nacionales, 2 internacionales), 5 aerolíneas (3 nacionales, 2 internacinoales) |                                                            |                        |                        |

### Destinos nacionales
Se brinda servicio a 4 ciudades dentro del país a cargo de 3 aerolíneas. El destino de Aeroméxico también es operado por Aeroméxico Connect.
| Cancún (CUN)           | • |   |   | 1 |
| Ciudad de México (MEX) | • | • |   | 2 |
| Ciudad de México (NLU) | • |   |   | 1 |
| Monterrey (MTY)        | • |   |   | 2 |
| Total                  | 4 | 1 | 0 | 4 |

### Destinos internacionales
Se brinda servicio a 2 ciudades extranjera en Estados Unidos, a cargo de 2 aerolíneas.
| Ciudades                                  | Nombre del aeropuerto                         | Aerolíneas      |              |              |
| Norteamérica                              | Norteamérica                                  | Norteamérica    | Norteamérica | Norteamérica |
| ----------------------------------------- | --------------------------------------------- | --------------- | ------------ | ------------ |
| Estados Unidos (2 destinos, 2 aerolíneas) |                                               |                 |              |              |
| Dallas (Texas)                            | Aeropuerto Internacional de Dallas-Fort Worth | American Eagle  |              |              |
| Houston (Texas)                           | Aeropuerto Intercontinental George Bush       | United Airlines |              |              |
| Total: 2 destinos, 1 país, 2 aerolíneas.  |                                               |                 |              |              |

## Estadísticas

### Rutas más transitadas
| Número | Ciudad                | Pasajeros | Ranking     | Aerolínea                |
| ------ | --------------------- | --------- | ----------- | ------------------------ |
| 1      | Ciudad de México      | 149,196   | Sin cambios | Aeroméxico Connect, Viva |
| 2      | Monterrey, Nuevo León | 52,741    | Sin cambios | Viva                     |
| 3      | Valle de México       | 21,725    |             | Viva                     |
| 4      | Houston, Texas        | 21,490    | Sin cambios | United Express           |
| 5      | Cancún, Quintana Roo  | 20,951    | 2           | Viva                     |

## Aerolíneas que volaban anteriormente al AIT
| Aerolíneas |
| --- |
| Aeromar, Aeroméxico Express, Aero California, Aerocaribe, Alma de México, Aviacsa, Interjet, Mexicana, Mexicana Click, TAR, Volaris |

## Accidentes e incidentes
- El 26 de octubre de 1955 una aeronave Douglas DC-3 con matrícula XA-HUH perteneciente a Mexicana de Aviación y procedente del Aeropuerto de Poza Rica tuvo que realizar un aterrizaje forzoso en el Ejido Tequila (Texcoco) debido a una falla de motor, la aeronave tenía como destino final el Aeropuerto de Tampico. No hubo lesionados.[7]

- El 31 de diciembre de 1968 una aeronave Douglas C-47A-90-DL con matrícula XA-SAE operada por Servicios Aéreos Especiales (SAESA) se estrelló en el Cañón del Diablo a unos 76 km al este de Ciudad Victoria matando a los 4 miembros de la tripulación y a los 22 pasajeros. La aeronave provenía del Aeropuerto de Reynosa y tenía como destino el Aeropuerto de Tampico.[8]

- El 20 de abril de 1979 una aeronave Howard 250 con matrícula N48RM operada por South Central Aviation se estrelló durante el aterrizaje en el Aeropuerto de Tampico matando a los dos ocupantes. La aeronave provenía de Belice y tenía como destino final el Aeropuerto Internacional de McAllen-Miller con una escala programada en Tampico.[9]

- El 14 de mayo de 1996 una aeronave DC-9-15 con matrícula XA-SNR perteneciente a Líneas Aéreas Allegro y procedente de Orlando, Florida y con destino a Cancún, México se había desviado unos 300 kilómetros de curso en un vuelo de Orlando a Cancún. Debido  a que la aeronave estaba baja en combustible, la tripulación decidió desviarse a Tampico. Pero cuando el avión estaba a 65 millas de Tampico, ambos motores se apagaron. Hacia el final para la pista 31, el engranaje fue bajado. La súbita tracción provocó un mayor índice de descenso y resultó en que el avión se tocara a una distancia de 300 metros de la pista, el engranaje principal derecho se derrumbó cuando el avión golpeó los plintos concretos de las luces de aproximación. No hubo lesionados.

- El 2 de febrero de 1998 una aeronave Learjet 24D con matrícula XA-RRK operada por Aerodínamo del Pacífico se estrelló durante su aproximación al Aeropuerto de Tampico matando a uno de los 2 miembros de la tripulación y a 2 de los 6 pasajeros. La aeronave provenía del Aeropuerto de Houston-William P. Hobby.[10]

- El 27 de octubre de 2003 una aeronave British Aerospace BAe 125-800A con matrícula XA-ISH operado por Aeroextra se estrelló al intentar aterrizar en el Aeródromo Las Potrancas (Código DGAC: PTA) matando a los 3 miembros de la tripulación. La aeronave había partido del Aeropuerto de Tampico.[11][12]

- El 19 de noviembre de 2013 una aeronave Cessna 150 con matrícula XB-BKI se estrelló al poco tiempo de haber despegado del Aeropuerto de Tampico rumbo al Aeropuerto de Tamuín, matando al piloto y a su pasajero.[13][14]

- El 10 de abril de 2014 se desplomó entre las localidades de Villa Manuel, Tams. y González, Tams. la aeronave Lancair Legacy 2000 con matrícula AMP-165 de la Armada de México, dicha aeronade despegó del Aeropuerto de Tampico hacia un vuelo de reconocimiento. En el accidente fallecieron sus 2 tripulantes (el piloto y el observador).[15][16]

- El 10 de julio de 2014 una aeronave Cessna 206 con matrícula XB-LPP que cubría un vuelo entre el Aeropuerto de Tampico y el Aeropuerto de Veracruz se desplomó en el municipio de Alto Lucero matando a 5 de los 7 ocupantes.[17][18]

- El 2 de junio de 2017 la aeronave Swearingen SA227-AC Metro III con matrícula XA-UAJ operado por Aeronaves TSM que había partido del Aeropuerto de Saltillo con rumbo al Aeropuerto de Puebla se quedó sin combustible por lo que intentó aterrizar en el Aeropuerto de Tampico, sin embargo no alcanzó a llegar a la pista estrellándose en una zona arbolada cerca del aeropuerto y dejando heridos a los 2 tripulantes.[19][20]

- El 7 de febrero de 2018 una aeronave Embraer ERJ-145LR con matrícula XA-JFH que operaba el vuelo 600 de TAR Aerolíneas que había partido del Aeropuerto de Veracruz con destino al Aeropuerto de Tampico tuvo que aterrizar de emergencia en este último debido a amenaza de una supuesta bomba, lo que causó movilizaciones de diversas entidades de seguridad en el aeropuerto y resultando ser una "falsa alarma".[21][22]

- El 6 de mayo de 2018 una aeronave Cessna T210M Turbo Centurion con matrícula XB-AHX que cubría un vuelo privado entre el Aeropuerto de Tampico y el Aeropuerto de Durango tuvo que aterrizar de emergencia en un campo agrícola cercano a este último aeropuerto debido a un fallo en el motor. Tras aterrizar, chocó contra una estructura metálica usada para riego, dañando el tren de aterrizaje y parte del fuselaje. Tanto el piloto como su acompañante resultaron heridos.[23]

- El 4 de octubre de 2019 una aeronave Piper PA-32R Cherokee Six con matrícula N4383M que operaba un vuelo privado entre el Aeropuerto de Tampico y el Aeródromo de Jalpan, perdió el control mientras realizaba su aproximación final en el aeródromo queretano, haciendo que chocara contra terreno a poca distancia de la pista de aterrizaje, causando daños en la aeronave sin que se reportaran personas lesionadas.[24][25]

- El 11 de junio de 2023 una aeronave Piper PA-34-200T Seneca II con matrícula XB-SHQ que operaba un vuelo privado entre el Aeropuerto de Tampico y el Aeropuerto de Villahermosa presentó fallas de motor mientras se encontraba en ruta por lo que fue forzada a aterrizar en la Carretera Federal 130D, cerca de Papantla de Olarte. La aeronave resultó con daños en la nariz, motores, estabilizador y semiala derecha. Los 3 ocupantes resultaron ilesos.[26][27]

## Aeropuertos cercanos
Los aeropuertos más cercanos son:
- Aeropuerto Nacional de Tamuín (101km)
- Aeropuerto Internacional General Pedro José Méndez (193km)
- Aeropuerto Nacional El Tajín (193km)
- Aeropuerto Intercontinental de Querétaro (304km)
- Aeropuerto Internacional de San Luis Potosí (321km)
- Aeropuerto Nacional El Lencero (334km)